# Шпиллер, Льерко
Льерко Шпи́ллер (хорв. Ljerko Spiller; 21 июля 1908, Цриквеница — 9 ноября 2008, Буэнос-Айрес) — хорватско-аргентинский скрипач, музыкальный педагог.
Родился в Цриквенице в еврейской семье, после Первой мировой войны переселившейся в Загреб. Окончил Загребскую музыкальную академию у Вацлава Хумла (1927), затем учился в Париже у Жака Тибо, Джордже Энеску и Дирана Алексаняна, вошёл в число лауреатов первого Международного конкурса скрипачей имени Венявского (Варшава, 1935). В 1930—1935 годах преподавал в Париже.
С 1935 года жил и работал в Аргентине. На протяжении долгих лет основал в Буэнос-Айресе несколько камерных оркестров, преподавал скрипку и камерный ансамбль в различных высших музыкальных учебных заведениях (среди его учеников, в частности, Симон Бахур). Написал популярную книгу «Маленький скрипач» (исп. El pequeño violinista; 1943, совместно с Ритой Курцман-Лёйхтер), выдержавшую шесть изданий.
Входил в жюри нескольких международных музыкальных конкурсов. С 1989 года был председателем жюри Международного конкурса скрипачей имени Вацлава Хумла в Загребе.
Обладатель различных аргентинских музыкальных наград. В 2001 году Шпиллеру присвоено звание почётного гражданина Буэнос-Айреса.